# 금룡초등학교
금룡초등학교는 대한민국 강원특별자치도 영월군 주천면 금용길 393 (용석리)에 있었던 공립 초등학교이다.

## 학교 연혁
- 1947.04.01. 금룡국민학교 설립인가
- 1996.03.01. 금룡초등학교로 교명변경
- 2000.03.01. 폐교(50회 2,020명), 주천초등학교로 통합